# Play like a Champion
Play like a Champion is een televisiequiz waarin teams van Bekende Nederlanders worden getest op hun kennis op voetbalgebied aan de hand van oude televisiefragmenten en geluidsopnames uit de archieven van NOS Studio Sport, RTL Sport en het Nederlands Instituut voor Beeld en Geluid. Er wordt gestreden om de zogenaamde Play like a Champion Wisselbokaal die wordt toegekend aan het team dat aan het eind van de serie de hoogste score heeft.

## Geschiedenis
De quiz Play like a Champion is begin 2006 ontstaan. Het eerste elftal van een doorsnee Nederlandse amateurclub speelde al een paar jaar voetbalquizzen die ieder jaar terugkeerden. De quizzen werden georganiseerd door de aanvoerder van het elftal dat al wekenlang met de voorbereidingen bezig was. Deze aanvoerder bedacht de quizvragen en presenteerde de quiz ook.
Langzaam maar zeker werd de voetbalquiz een fenomeen en de mensen die niet in het eerste elftal zaten, wilden de quiz ook maar al te graag spelen. Dit zette de oprichter van Play like a Champion aan het denken. Hij besefte dat er grote vraag was naar voetbalquizzen, maar niemand had iemand die wekenlang bezig wilde zijn met het voorbereiden van een quiz.
Maar sinds eind 2007 is de quiz te spelen op de site www.playlikeachampion.nl en in 2008 kwam er een variant van het programma op televisie, gepresenteerd door Jack van Gelder in aanloop naar het EK 2008.

## Spelverloop
Het spel wordt gespeeld in drie categorieën: Oranje, Eredivisie en Internationaal, maar er zit af en toe ook nog een andere voetbalvraag tussen, bijvoorbeeld de schrijver van een voetballied. Voor iedere vraag bepalen de teams hoeveel punten worden ingezet. Het team met de hoogste inzet, mag de vraag als eerste beantwoorden en als beide teams hetzelfde aantal punten inzetten, wordt de vraag beantwoord door het team dat aan de beurt is. Bij een goed antwoord, worden de ingezette punten erbij opgeteld, is het fout, gaan ze eraf.
Aan het begin van het spel krijgen de teams een kaart met de drie categorieën waarmee gespeeld worden. Ze moeten aangeven welke categorie zij denken te gaan winnen: vinken ze een categorie aan die ze ook echt winnen, worden de punten verdubbeld. Zo niet, worden ze gehalveerd. Het team met de meeste punten mag op het einde de finale spelen met een kans om de score nog een keer te verdubbelen.

### Ronde 1 Oranje
Allereerst wordt er getossed (kop-munt) om te beslissen welk team als eerste de beurt krijgt.
De teams beginnen met 5000 punten en daarvan mogen er per vraag minimaal 50 en maximaal 500 worden ingezet. De drie vragen die gesteld worden gaan over Nederlandse voetballers.

### Ronde 2 Eredivisie
De score die de teams na de eerste ronde hebben, wordt meegenomen naar de tweede ronde. Per vraag mogen er minimaal 100 en maximaal 1000 punten ingezet. De drie vragen die in deze ronde gesteld worden, gaan over de Eredivisie voetbal.

### Ronde 3 Internationaal
De score die de teams na de tweede ronde hebben, wordt meegenomen naar de derde ronde. Per vraag mogen er minimaal 200 en maximaal 2000 punten worden ingezet. Twee vragen die in deze ronde gesteld worden, gaan over internationale wedstrijden.
Na de derde ronde wordt gekeken of de teams de categorie die ze aan het begin van de aflevering hebben aangekruist op hun kaart, ook echt gewonnen hebben. Als dat het geval is, wordt de score verdubbeld. Zo niet, wordt de categorie verdubbeld. Het team dat dan de meeste punten heeft, mag naar de finale.

### Ronde 4 Finale
In de finale krijgt het team met de meeste punten de kans om nog extra punten te verdienen om in het eindklassement zo hoog mogelijk te eindigen. Het team krijgt een geluidsfragment. Dat geluidsfragment gaat over een wedstrijd van het Nederlands voetbalelftal. De bedoeling is te achterhalen tegen welk land het Nederlands elftal speelde, of het een EK of WK was en welk WK of EK.
De score die het team heeft, wordt verdeeld in 45 seconden. Hoe sneller het team het juiste antwoord geeft, hoe meer ze bij hun score krijgen opgeteld. Ze mogen maar één poging wagen om het juiste antwoord te geven.

## Winnaars
- 2008: René Froger en Tom Egbers (29.626 punten)